# Três Irmãos
Pour plus de détails, voir Fiche technique et Distribution.
Três Irmãos est un film portugais réalisé par Teresa Villaverde, sorti en 1994.

## Fiche technique
- Titre : Três Irmãos
- Réalisation : Teresa Villaverde
- Scénario : Teresa Villaverde
- Musique : Vasco Pimentel
- Production : Joaquim Pinto et Patrick Sandrin
- Pays d'origine : Portugal
- Genre : drame
- Date de sortie : 1994

## Distribution
- Maria de Medeiros : Maria
- Marcello Urgeghe : Mário
- Evgeniy Sidikhin : João
- Laura del Sol : Teresa
- Mireille Perrier : La professeur
- Fernando Reis Jr. : Le père
- Olimpia Carlisi : La mère
- Luís Miguel Cintra : Copain dans l'appartement
- Teresa Villaverde : Voix de la professeur